# 벨러 3세

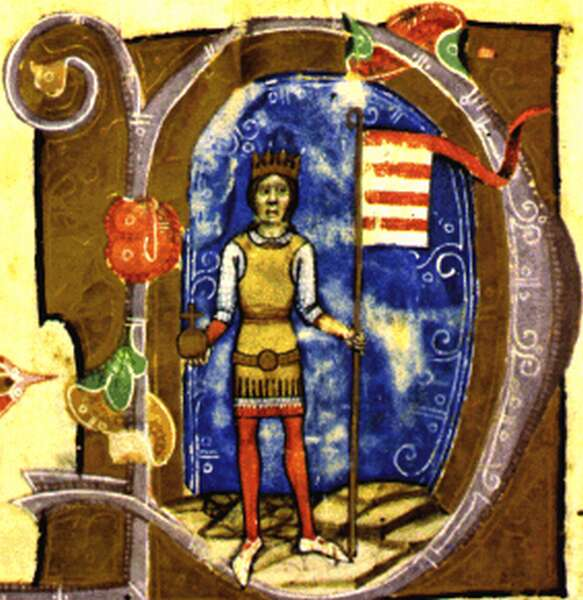
1358년에 출간된 《삽화 연대기》에 묘사된 벨러 3세

벨러 3세(헝가리어: III. Béla, 슬로바키아어: Belo III. 벨로 3세, 크로아티아어: Bela III. 벨라 3세, 1148년경 ~ 1196년 4월 23일)는 헝가리와 크로아티아의 국왕(재위: 1172년 ~ 1196년)이다. 아르파드 왕조 출신이다.

## 생애
게저 2세와 그의 아내인 키예프 대공국의 예프로시니야의 둘째 아들로 태어났다. 1163년 이슈트반 3세가 비잔티움 제국의 마누엘 1세 콤네노스 황제와 맺은 평화 조약에 따라 콘스탄티노폴리스로 이주했다.
1172년 3월 4일 이슈트반 3세가 사망하자 헝가리로 귀환했고 1173년 1월 18일에는 컬로처 주교로부터 왕관을 받았다. 벨러는 국왕에 즉위한 이후에 동생인 게저(Géza)를 감옥으로 보냈다. 한편 게저는 1174년과 1175년 사이에 감옥을 탈출했고 나중에 오스트리아로 탈출하게 된다.
1178년경에는 벨러의 초청을 받아 프랑스의 시토회 수도사들이 헝가리를 방문했다. 벨러는 1179년부터 1184년까지 에그레시(Egres, 현재의 루마니아 슨페트루마레), 지르츠(Zirc), 센트고트하르드(Szentgotthárd), 필리시(Pilis)에 수도원을 건립했고 1180년대에는 에스테르곰에 왕궁과 수도원을 건립했다.
1180년 9월 24일 비잔티움 제국의 마누엘 1세 황제가 사망한 이후에는 6개월 이내에 달마티아의 종주권을 회복했다. 또한 1180년부터 1181년까지 크로아티아, 달마티아, 시르미아를 탈환했다. 1188년에는 갈리치아를 점령했지만 2년 만에 포기했다. 그의 왕위는 임레가 승계받았다.